# Machine transfert
 (février 2024).
Si vous disposez d'ouvrages ou d'articles de référence ou si vous connaissez des sites web de qualité traitant du thème abordé ici, merci de compléter l'article en donnant les références utiles à sa vérifiabilité et en les liant à la section « Notes et références ».
 (février 2020).
- Si vous ne connaissez pas le sujet, laissez ce bandeau (vous pouvez alors contacter les auteurs).
- Si vous supprimez le contenu mis en cause (vous pouvez préalablement contacter les auteurs),

argumentez précisément cette suppression dans la page de discussion
(un manque de référence n'est pas un argument ; une recherche réelle de référence doit avoir été effectuée, être formellement documentée).
Une machine transfert est une machine-outil qui permet de réaliser des opérations répétitives sur une même pièce.

## Conception et principe
Pour les grandes séries, les nombreuses opérations d’usinage effectuées sur chaque pièce sont réalisées sur plusieurs machines associées suivant la gamme de fabrication et transférées automatiquement d’un poste à l’autre.
- Tous les postes fonctionnent simultanément. Le nombre de postes correspond au nombre de pièces en cours d’usinage y compris celui de l’alimentation,
- chaque poste comporte un système de positionnement précis de la pièce devant l’unité d’usinage,
- un des postes permet l’alimentation et l’extraction des pièces pendant le temps d’usinage,
- des postes sont réservés au contrôle afin d’arrêter la machine pour procéder au réglage ou changement d’outils défectueux (une série d’outils préréglés assurent un remplacement rapide),

Suivant le nombre de postes nécessaires, ceux-ci peuvent être disposés en cercle ou en ligne droite. Le transfert sera continu dans le cas d’opération de surfaçage ou séquentiel dans le cas d’autres opérations.

## Types de machines transfert

### Transfert circulaire
La rotation continue du tambour porte-pièce constitue le mouvement d’avance devant une ou plusieurs têtes d’usinage. L’alimentation en pièces est automatique. L’approvisionnement se fait par un couloir vibrant, un bras automatique (robot) ou autres.

### Transfert circulaire séquentiel
La machine comporte un certain nombre de postes, en fonction de l’encombrement, et un poste d’extraction-alimentation. Les unités d’usinage sont disposées autour du plateau ou au centre de la machine. Après chaque séquence de rotation, un système de verrouillage automatique assure la localisation. Ce type de machine porte souvent le nom de carrousel (par assimilation à un manège).
- Carrousel semi-automatique : petite unité d’usinage qui comporte en son centre un barillet  muni d’outils ou de têtes d’usinage différents, une table sur laquelle l’opérateur vient présenter la pièce à usiner, chaque phase d’usinage est  commandée sur un pupitre à commandes numérique ou équipé d’un lecteur de code barres.

### Transfert rectiligne séquentiel
Elle comporte un grand nombre de postes d’usinage et de contrôle disposés en ligne droite des deux côtés d’un convoyeur de pièces à usiner.
- le convoyeur central est une chaîne sans fin composée de supports sur lesquels sont maintenues les pièces à usiner. L’approvisionnement s’effectue au début et l’extraction à la fin du convoyeur.
- les pièces sont manutentionnées soit manuellement soit à partir d’un circuit de logistique (convoyeur à tapis ou à rouleaux),
- les unités d’usinage sont des postes fixes montés sur glissières et qui ont un mouvement de coupe à chaque cycle. Là le convoyeur pièce est immobilisé et maintenu ferme par un système d’indexation automatique.

Selon le type de pièce à usiner, il est fréquent d’avoir, sur le convoyeur de pièces, un poste de retournement afin de présenter une autre face devant les unités d’usinage suivantes.

## Mécanismes de commande
Le coût et la rentabilité de telles machines imposent au bureau d’études de concevoir des systèmes de commandes les plus fiables possibles. Les critères de choix dépendent du type de pièces à réaliser, de la cadence de fabrication, de l’ambiance de l’atelier (atmosphère poussiéreuse, température ambiante).
Aujourd’hui la commande numérique a pris le pas sur tout autre système au niveau des ordres à donner aux différentes unités de travail. Les unités d’usinage sont le plus souvent mues par des moteurs électriques. Les systèmes de maintien des pièces sont des mécanismes mécaniques à commande pneumatique (le plus souvent) ou hydraulique.

## Domaine d’application
- Pour la moyenne industrie et la fabrication de grandes séries de pièces identiques (plusieurs millions) : sous-traitance ou pièces d’usage courant tout public,
- Industrie automobile, pour tous les domaines de fabrication (mécanique, carrosserie, fonderie, chaîne de montage),
- industrie du meuble avec un transfert pour chaque élément d’un meuble (meubles à monter en kit, Ikea par exemple), dans des ateliers qui peuvent atteindre plus d’une centaine de mètres de longueur.

## Justification de l’investissement
Le coût élevé d’une telle installation n’est justifié que par l’importance de la série de pièces à réaliser.
L’importance de cette série déterminera le type de machine transfert à installer et les décisions sont toujours précédées d’une étude économique :
- moyenne série sur des machines circulaires où les postes d’usinage pourront être changés tout en conservant le principal de la structure (bâti, mécanismes). Seuls les têtes d’usinage et les supports pièces seront adaptés à la nouvelle série.
- Très grande production de pièces, comme dans l’industrie automobile, où les machines transfert sont financièrement amorties par la série de pièces à réaliser (carter cylindres, carter de boîte, etc.). Une fois le besoin épuisé (4 à 5 ans maxi), la machine est détruite et remplacée par une autre machine  correspondant à la production d’un nouveau modèle : la réalisation d’une transfert demandant un certain temps d’étude et de fabrication (1 à 3 années), sa fabrication est lancée pendant le temps de production de la transfert précédente.

### Articles connees
- Usinage
- Procédés de fabrication (mécanique),
- machine-outil